# LunaNet

Esquema de LunaNet

LunaNet es un proyecto de la NASA y una propuesta de red de datos que tiene por finalidad proporcionar una "Internet lunar" para naves espaciales e instalaciones ubicadas en el espacio exterior.
Podrá almacenar y reenviar datos para proporcionar una red tolerante a demoras/interrupciones (DTN). El objetivo es evitar la necesidad de programar previamente las comunicaciones de datos con la Tierra .
LunaNet también ofrecerá servicios de navegación, por ejemplo. para la determinación de la órbita y la navegación en la superficie lunar.
Se han publicado borradores de especificaciones de interoperabilidad.
Moonlight es un proyecto equivalente de la ESA .